# Due in allegria e cinque in armonia
Due in allegria e cinque in armonia è una commedia musicale di Amedeo Sollazzo, rappresentata dalla compagnia di Giovanni Di Renzo nel 1958 a Roma, in Veneto, a Genova e a Nizza. Tra gli attori figuravano i giovani Franco Franchi e Ciccio Ingrassia e i cantanti del Complesso Calì, tre fratelli e due sorelle.
La storia è una rivisitazione di temi trattati da Un giallo più giallo di un giallo, una rivista degli anni cinquanta. Franco & Ciccio si esibivano in vari sketch, tra cui uno ripreso dal film I due della legione, accompagnati dal Complesso Calì.  

## Curiosità
In occasione di questo spettacolo Ciccio Ingrassia conobbe colei che sarebbe diventata sua moglie: la fisarmonicista Rosaria Calí.